# Эрса (богиня)
Э́рса (др.-греч. Ἔρσα, Ἔρση) — в греческой мифологии богиня росы.

## Мифология
Эрса, как и её две сестры Пандия и Немея, была дочерью Зевса и Луны (Селены). Влага Эрсы питала растения земли, которая менялась в зависимости от силы Луны.

## В литературе
В античной литературе богиня Эрса упоминается только Плутархом — в трёх местах в его «Моралиях». Там он цитирует греческого поэта Алкмана, жившего в VII веке до н. э.. Работы последнего в значительной степени были утеряны, известны в основном лишь отдельные фрагменты, которые впоследствии были процитированы другими авторами.
Имя Эрсы, впрочем как и имя другой героини мифов Герсы (др.-греч. Ἔρση), означает роса. Тем не менее, как утверждается у Алкмана, «нет уверенности в том, что вы можете приравнять её [Эрсу] к Герсе, дочери Кекропса и Аглавры, хотя её [Эрсы] сестра Пандроса [всеорошающая] имеет имя, которое также связывает её с росой».

## В изобразительном искусстве

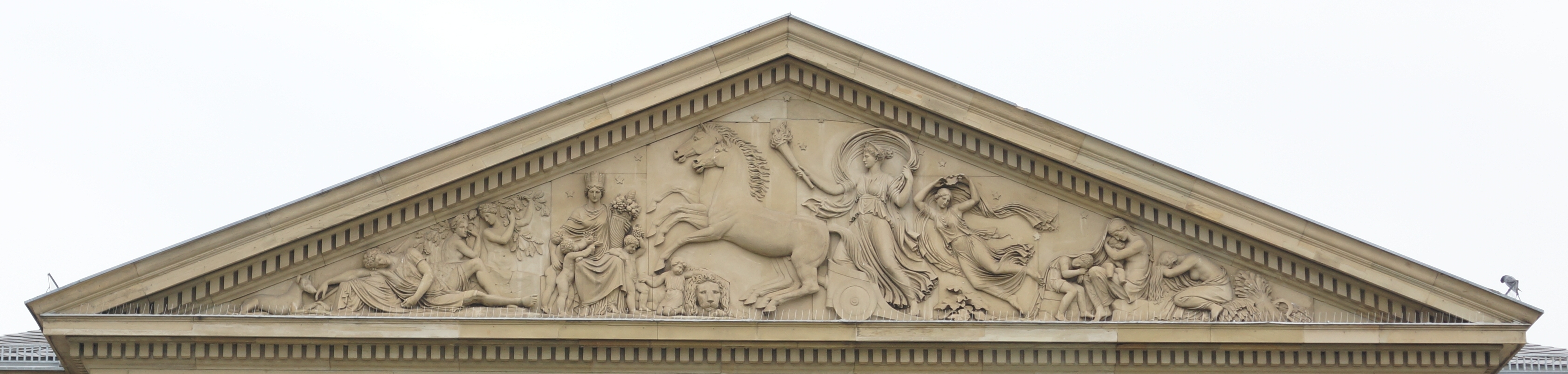
Фридрих Дистельбарт. Горельеф Артемиды-Селены на фронтоне дворца Розенштайн в Штутгарте. 1830

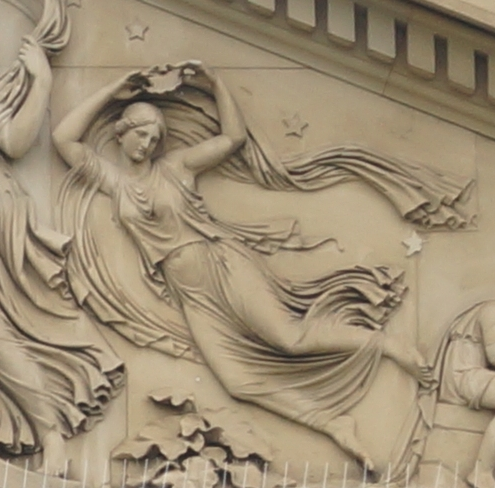
Деталь горельефа: Парящая Эрса

Античных памятников с изображением богини Эрсы либо не существовало вовсе, либо они до нас не дошли. Единственным произведением, запечатлевшим её образ, является горельеф из песчаника, выполненный в 1830 году Фридрихом Дистельбартом по проекту художника Иоганна Фридриха Дитриха на фронтоне над главным входом дворца Розенштайн в немецком Штутгарте. На фризе, помимо всего прочего, изображены Селена (или Артемида), мчащаяся с факелом в руке на колеснице, запряжённой двумя лошадьми, и молодая богиня Эрса, которая парит позади своей матери и окропляет землю из раковины росой.
Глава управления по строительству и садоводству герцогства Вюртемберг Эрнст Эберхард Сейффер, получивший информацию о рельефе непосредственно от И. Ф. Дитриха, так описывал его работу: «Позади неё (Селены или Артемиды) Роса парит в женской юности» («Hinter ihr schwebt der Thau in weiblicher Jugend»). Само собой разумеется, что из двух богинь, олицетворяющих росу, Эрсы и Герсы, он мог иметь в виду только Эрсу, так как именно она является дочерью Селены.